# 11/22/63 (رواية)
11/22/63 هي رواية كتبها ستيفن كينغ حول مسافر عبر الزمن الذي يحاول منع حادث اغتيال رئيس الولايات المتحدة جون إف كينيدي، الذي وقع في 22 نوفمبر 1963 (التاريخ الاسمي للرواية). إنه الكتاب الستون الذي نشره ستيفن كينغ، وروايته التاسعة والأربعون وكان ترتيبها 42 بحسب الأعمال المنشورة باسمه. أُعلن عن الرواية على موقع كينغ الرسمي في 2 مارس 2011. أُصدر مقتطف قصير على الإنترنت في 1 يونيو 2011، ونُشر مقتطف آخر في عدد 28 أكتوبر 2011، من مجلة إنترتينمنت ويكلي. نُشرت الرواية في 8 نوفمبر 2011، وسرعان ما أصبحت الأكثر مبيعًا. بقيت على قائمة نيويورك تايمز لأكثر الكتب مبيعًا لمدة 16 أسبوعًا. 11/22/63 فازت بجائزة لوس أنجلوس تايمز للكتاب لعام 2011 لأفضل رواية ألغاز أو إثارة وجائزة كتّاب القصص المثيرة لأفضل رواية لعام 2012، ورُشحت لجائزة الخيال البريطانية لعام 2012 لأفضل رواية، وجائزة لوكاس لأفضل رواية خيال علمي لعام 2012.
تطلبت الرواية قدرًا كبيرًا من البحث لتصوير أواخر الخمسينيات وأوائل الستينيات على نحوٍ دقيق. علق كينغ على كمية الأبحاث المطلوبة، قائلًا: «لم أحاول كتابة أي شيء مثل هذا من قبل. كان غريبًا حقًا في البداية، مثل تحطيم حذاء جديد».
عُدلت الرواية من أجل المسلسل التلفزيوني 11.22.63 الذي عُرض على موقع هولو في عام 2016.

## نشر الكتاب
تصور طبعة الغلاف التجاري ميزة مهمة وهي صحيفة مزيفة للصفحة الأولى، يضم الجزء الأمامي من الغلاف مقالًا يروي الحدث التاريخي الحقيقي لاغتيال كينيدي، ويصور الغلاف الخلفي مقال عن التاريخ البديل يروي فيه الحدث كمجرد محاولة اغتيال فاشلة تمكن كينيدي من أن ينجو منها سالمًا. كتب ستيفن كينغ عناوين الصحيفة. بالإضافة إلى الإصدار التجاري المعتاد، أنتجت شركة سكريبنر نسخة محدودة موقعة من 1000 نسخة، أصبح 850 منها متاحًا للبيع ابتداءً من 8 نوفمبر 2011 (ردمك 978-1-4516-6385-3). يحتوي هذا الإصدار على غلاف واق من الغبار مختلف، وصور خاصة بعنوان الفصل وقرص دي في دي. نظرًا لوجود مشكلة في موقع الويب في 8 نوفمبر، ظلت معظم النسخ غير مُباعة واستمر السحب من 10 إلى 11 نوفمبر لبيع النسخ المتبقية.
صدرت طبعة محدودة من 700 نسخة في المملكة المتحدة. كان بغلاف فني يحتوي على غلاف فاخر، وخلفيات صور فوتوغرافية، وتوقيع بالفاكس، ويتضمن قرص دي في دي.
في 24 يوليو 2012، نشرت غاليري بوكس طبعة غلاف عادي للرواية (ردمك 978-1451627299)، الذي يحتوي على «لوازم نادي الكتاب» الإضافية، التي تتضمن مقابلة مع ستيفن كينغ حول 11/22/63، ومجموعة من أسئلة المناقشة، وقائمة تشغيل لفترة مع تعليق كينغ وصيغه.

## تَنقيح
في 22 سبتمبر 2014، أُعلن أن موقع هولو اختار مسلسل تلفزيوني يستند إلى الرواية. اختِير جيمس فرانكو ليأخذ دور شخصية جيك إبينغ، عُرض المسلسل لأول مرة في يوم الرؤساء، 15 فبراير 2016، وقوبل بمراجعات إيجابية في الغالب.

## أنظر أيضًا
- قصة خرافية

## روابط خارجية
- 11/22/63 (رواية) على موقع ميتاكريتيك (الإنجليزية)